# Green Bay Packers 2001
La stagione 2001 dei Green Bay Packers è stata la 81ª della franchigia nella National Football League. La squadra fece ritorno ai playoff con un record di 12-4 dopo averli mancati nei due anni precedenti. Dopo avere sconfitto facilmente i San Francisco 49ers nel turno delle wild card, Green Bay fu eliminata dai St. Louis Rams in una gara in cui il quarterback Brett Favre subì un primato in carriera di sei intercetti. Al 2022 questa rimase l’ultima vittoria contro i 49ers nei playoff, cui seguirono quattro sconfitte consecutive.

## Roster
| Roster dei Green Bay Packers nel 2001 |
| --- |
| Quarterback - Brett Favre - Doug Pederson Running Back - Herbert Goodman - Ahman Green - William Henderson FB - Dorsey Levens - Rondell Mealey Wide Receiver - Corey Bradford - Donald Driver - Robert Ferguson - Antonio Freeman - Charles Lee - Bill Schroeder Tight End - Bobby Collins - Tyrone Davis - Bubba Franks - David Martin Offensive Linemen - Chad Clifton T - Earl Dotson T - Bill Ferrario G - Mike Flanagan C - Marco Rivera G - Barry Stokes T - Mark Tauscher G - Mike Wahle G - Frank Winters C Defensive Linemen - Gilbert Brown DT - Santana Dotson DT - Jim Flanigan DT - Kabeer Gbaja-Biamila DE - Vonnie Holliday DE - Cletidus Hunt DT - Billy Lyon DE - Jamal Reynolds DE - John Thierry DE Linebacker - Na'il Diggs - Chris Gizzi - Bernardo Harris - Rob Holmberg - Torrance Marshall - Nate Wayne - K.D. Williams Defensive Back - LeRoy Butler SS - Scott Frost FS - Bhawoh Jue SS - Tod McBride CB - Mike McKenzie CB - Allen Rossum CB - Darren Sharper FS - Tyrone Williams CB Special Team - Josh Bidwell P - Rob Davis LS - Ryan Longwell K Lista delle riserve - Antuan Edwards FS (IR) - Steve Warren DT (PUP) Squadra di allenamento - Henry Burris QB - Chris Gall FB - Anthony Herron DE - Mike Horacek WR - Ed Kehl DT |
| Legenda - I rookie sono in corsivo. - Il primo ruolo è il principale mentre gli eventuali successivi indicano i ruoli secondari. - (IR) sta per Injured Reserve ed indica la lista ristretta per un solo giocatore infortunato che può tornare ad allenarsi dopo la settimana 6 e a rientrare in prima squadra dopo che questa ha giocato 8 partite. - (NF-Inj.) / (NF-Ill.) stanno rispettivamente per Non-Football Injured e Non-Football Illness ed indicano le liste dove viene inserito un giocatore che ha un infortunio o una malattia non dipendente dal football americano. - (PUP) sta per Physically Unable to Perform ed indica la lista dove viene inserito un giocatore mentre è in attesa di recuperare la condizione fisica. Nella stagione regolare dopo la sesta partita giocata dalla propria squadra, il giocatore ha tempo tre settimane per riprendere ad allenarsi, più tre settimane aggiuntive dal suo rientro agli allenamenti per rientrare in prima squadra. |

## Calendario
| Stagione regolare |                    |                         |                    |                              |                    |                    |
| Turno             | Data               | Avversario              | Risultato          | Stadio                       | Record             | Pubblico           |
| 1                 | 9 settembre        | Detroit Lions           | V 28–6             | Lambeau Field                | 1–0                | 59,523             |
| 2                 | 24 settembre       | Washington Redskins     | V 37–0             | Lambeau Field                | 2–0                | 59,771             |
| 3                 | 30 settembre       | at Carolina Panthers    | V 28–7             | Ericsson Stadium             | 3–0                | 73,120             |
| 4                 | 7 ottobre          | at Tampa Bay Buccaneers | S 10–14            | Raymond James Stadium        | 3–1                | 65,510             |
| 5                 | 14 ottobre         | Baltimore Ravens        | V 31–23            | Lambeau Field                | 4–1                | 59,866             |
| 6                 | 21 ottobre         | at Minnesota Vikings    | S 13–35            | Hubert H. Humphrey Metrodome | 4–2                | 64,165             |
| 7                 | Settimana di pausa | Settimana di pausa      | Settimana di pausa | Settimana di pausa           | Settimana di pausa | Settimana di pausa |
| 8                 | 4 novembre         | Tampa Bay Buccaneers    | V 21–20            | Lambeau Field                | 5–2                | 59,861             |
| 9                 | 11 novembre        | at Chicago Bears        | V 20–12            | Soldier Field                | 6–2                | 66,944             |
| 10                | 18 novembre        | Atlanta Falcons         | S 20–23            | Lambeau Field                | 6–3                | 59,849             |
| 11                | 22 novembre        | at Detroit Lions        | V 29–27            | Pontiac Silverdome           | 7–3                | 77,730             |
| 12                | 3 dicembre         | at Jacksonville Jaguars | V 28–21            | Alltel Stadium               | 8–3                | 66,908             |
| 13                | 9 dicembre         | Chicago Bears           | V 17–7             | Lambeau Field                | 9–3                | 59,869             |
| 14                | 16 dicembre        | at Tennessee Titans     | S 20–26            | Adelphia Coliseum            | 9–4                | 68,804             |
| 15                | 23 dicembre        | Cleveland Browns        | V 30–7             | Lambeau Field                | 10–4               | 59,824             |
| 16                | 30 dicembre        | Minnesota Vikings       | V 24–13            | Lambeau Field                | 11–4               | 59,870             |
| 17                | 6 gennaio          | at New York Giants      | V 34–25            | Giants Stadium               | 12–4               | 78,601             |

Note: gli avversari della propria division sono in grassetto.

## Classifiche
| NFL Central              |    |    |   |      |     |     |     |
|                          | V  | S  | P | %    | PF  | PS  | STR |
| (2) Chicago Bears        | 13 | 3  | 0 | .813 | 338 | 203 | V4  |
| (4) Green Bay Packers    | 12 | 4  | 0 | .750 | 390 | 266 | V3  |
| (6) Tampa Bay Buccaneers | 9  | 7  | 0 | .563 | 324 | 280 | S1  |
| Minnesota Vikings        | 5  | 11 | 0 | .313 | 290 | 390 | S4  |
| Detroit Lions            | 2  | 14 | 0 | .125 | 270 | 424 | V1  |